# Косово и Метохија у српско-арбанашким односима
Косово и Метохија у српско-арбанашким односима : студије и чланци је стручна монографија Душана Т. Батаковића, објављена 1991. године у издању "Јединства" из Приштине и "Дечјих новина" из Горњег Милановца.

## О аутору
Душан Т. Батаковић (1957—2017) је био историчар и дипломата, директор Балканолошког института САНУ, некадашњи амбасадор у Грчкој, Канади и Француској, саветник председника Србије, члан Државног преговарачког тима о будућем статусу Косова и Метохије, шеф делегације Србије при Међународном суду правде у Хагу. Био је члан Светске академије уметности и науке, са седиштем у Цириху, потпредседник светске Асоцијације за балканолошке студије са седиштем у Букурешту, председник Националног комитета AIESEE за Србију.
Завршио је студије историје на Филозофском факултету 1982. и магистрирао 1988, а докторирао је 1996. године на Сорбони у Паризу. Батаковић је аутор, коаутор и приређивач двадесетак књига и преко 170 чланака и студија на српском, француском и енглеском језику. Књиге су му превођене на руски, румунски, корејски и албански језик. За заслуге у научном раду одликован је француским орденом Академске палме у рангу официра (2010).

## О књизи
Косово и Метохија у српско-арбанашким односима је збирка студија и чланака састављена од радова насталих током осам година, у периоду од 1985. до 1990. године, који су објављивани по стручним историјским часописима и зборницима радова с научних скупова. Аутор је у њима устраживао српско-арбанашке односе у 19. и почетком 20. века. Сакупљене на једном месту, у књизи, ове студије и чланци, имају за циљ да, посредством обраде разних проблема, читаоцу прикажу разноврсну и слојевиту прошлост области које у српској историји заузимају посебно место. Посебан акценат је стављен на оне аспекте историје Косова и Метохије који су, у научној јавности различито тумачени, или, најчешће и оспоравани.
Посебну вредност књиге има уводна студија: Косово и Метохија: Поглед у прошлост заветне земље, где се обрађују историјски процеси од средњега века до данашњих дана, од успона у средњем веку, када Косово и Метохија постају средиште политичког, културног и духовног живота средњовековне Србије, преко османског раздобља када, под штитом ислама, почиње постепено насељавање Арбанаса (српско историјско име за Албанце) са албанских висоравни у плодне котлине Метохије, а потом и Косова, па све до турбулентних конфликата, националних и идеолошких, у тек прохујалом веку.
Батаковић посебно обрађује раздобље у којем су Арбанаси, вољом Османлија, преузели доминантну политичку улогу на простору данашње покрајине, истискујући, на један систематичан начин, а уз благослов Високе Порте у Цариграду, домородачко српско становништво, путем прогона и терора који посебно узима маха од времена стварање Албанске (Призренске) лиге 1878. године. У тим демографским процесима, аутор види један од главних узрока каснијих крупних верских и националних сукоба између ова два народа, који ни до данас нису превладани. Следи анализа српско-арбанашких односа током балканских и Првог светског рата, када је, уз тешко бреме сукоба из прошлости, ипак било озбиљних покушаја да се односи између Срба и Арбанаса, а посебно после стварања Албаније у новембру 1912, уреде на новим основама. Показао је потом како је непревазиђени национални сукоб, стално потпириван са стране, онемогућио да Срби и Албанци, ни у међуратном периоду, не нађу трајније основе за међусобну сарадњу, него да и даље, уз непрестане стране подстицаје, тону у спиралу узајамних сукоба, пре свега око Косова и Метохије.